# 越智太兵衛

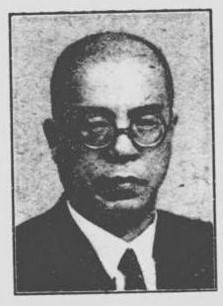
越智太兵衛

越智 太兵衛（太兵衞、おち たへえ、1882年（明治15年）11月26日 - 1961年（昭和36年）10月20日）は、明治末から昭和前期の産業組合運動家、政治家。衆議院議員。

## 経歴
奈良県添上郡発志院村（治道村、生駒郡郡山町を経て現大和郡山市発志院町）で、越智太郎の長男として生まれた。1902年（明治35年）奈良県立郡山中学校（現奈良県立郡山高等学校）を卒業した。農業に従事。
1911年（明治44年）2月、発志院信用組合を設立し組合長に就任。以後、同組合の規模を拡大し、産業組合の普及と実践に尽力した。1917年（大正6年）奈良県信用組合連合会が設立され監事に就任し、理事、常務理事を歴任。1930年（昭和5年）奈良県購買販売組合連合会が設立されると理事に就任し、1931年（昭和6年）県信用組合連合会、県購買販売組合連合会の各会長となり、1935年（昭和10年）両組合が合併して奈良県信用購買連合会が設立すると同会長に就任。さらに、全国購買組合連合会（全購連）理事、全購連大阪支所長も務めた。1938年（昭和13年）産業組合中央金庫（産組中金、農林中央金庫）理事に就任し、他の役職を辞して産組中金業務部長を務めた。1941年（昭和16年）全国購買販売組合連合会初代会長に就任。その他、産業組合中央会理事、中央食糧営団理事、満州化学工業取締役、有機肥料配給監査役なども務めた。
1942年（昭和17年）4月、第21回衆議院議員総選挙に翼賛政治体制協議会の推薦を受け奈良県全県区から出馬して当選し、衆議院議員に1期在任した。この間、大政翼賛会中央協力会議員、翼政会評議員、同政調農林委員などを務めた。戦後、日本進歩党に所属し、その後、公職追放となった。また農業会が解体されたことを受けて産業組合運動を引退した。

## 親族
- 息子 越智楢治（奈良県経済農業協同組合連合会長、全国購買農業協同組合連合会理事）[1]